# Kyrkholmen, Kjulo

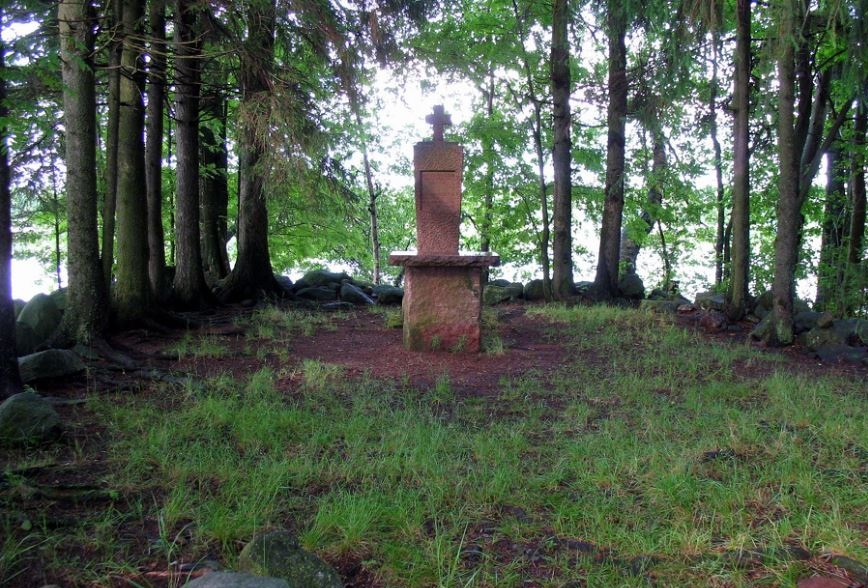
Minnesmärke på Kyrkholmen

Kyrkholmen (även S:t Henriks holm, finska Kirkkokari) är en liten holme i Kjulo träsk i landskapet Satakunta i Finland. Det ligger vid platsen där Biskop Henrik sägs ha dräpts av bonden Lalli på vintern 1156.
Ett litet kapell byggdes på Kyrkholmen under 1300-talet. Detta så kallade Henrikskapellet var den första kyrkan i Kjulo kommun och det användes fram till 1700-talet. Arkeologiska utgrävningar har gjorts 1874 och 1903–1905. Grundvalar i kapellet finns ännu delvis bevarade. Henrikskapellet blev en viktig pilgrimsplats och det är fortfarande en del av S:t Henriksleden mellan Åbo domkyrka till Biskop Henriks bönehus i Kumo. Före midsommar håller man årligen en katolsk minnesmässa på Kyrkholmen.
Ett minnesmärke till minne av Finlands kristnande restes på Kyrkholmen år 1955. Holmen och Kjulo träsk är också ett av Finlands nationallandskap.